# Ecatzingo de Hidalgo
Ecatzingo de Hidalgo är en stad i Mexiko grundad år 1534. Staden är den administrativa huvudorten i kommunen Ecatzingo i sydöstra delen av delstaten Mexiko. Ecatzingo de Hidalgo hade 7 058 invånare vid folkräkningen 2010.